# Esashi, Sōya
Esashi (japanska: 枝幸町?, Esashi-chō) är en landskommun (köping) i Hokkaido prefektur i Japan. 